# Fielding (Utah)
Pour les articles homonymes, voir Fielding.
Fielding est une municipalité américaine située dans le comté de Box Elder en Utah.
Lors du recensement de 2010, sa population est de 455 habitants. La municipalité s'étend alors sur une superficie de 0,45 mille carré (1,17 km2).
Fielding est fondée vers 1892 par Jedediah Earl et Harmon Pierson, originaires de Plymouth. D'abord appelée South Plymouth, elle est renommée en l'honneur du président de l'Église de Jésus-Christ des saints des derniers jours Joseph Fielding Smith Sr..